# Taylor Agost
Taylor Marie Agost (Happy Valley, 31 maggio 1996) è una pallavolista statunitense, schiacciatrice dell'Olympiakos.

## Carriera

### Club
La carriera di Taylor Agost inizia nei tornei scolastici dell'Oregon, giocando per la Clackamas HS. Dopo il diploma entra a far parte della squadra di pallavolo universitaria della Oregon, partecipando alla NCAA Division I dal 2014 al 2017.
Nella stagione 2018-19 firma il suo primo contratto professionistico nella 1. Bundesliga tedesca, ingaggiata dal PTSV Aachen, che lascia nella stagione seguente per accasarsi nella Volley League greca con l'Arīs Salonicco, cambiando ruolo da opposto a schiacciatrice. Nel campionato 2020-21 rientra nella massima divisione tedesca, difendendo i colori dello Schweriner e conquistando la Supercoppa tedesca e la Coppa di Germania, mentre nell'annata successiva milita in un'altra formazione ellenica, approdando all'Olympiakos.

## Palmarès

### Club
- Coppa di Germania: 1

2020-21
- Supercoppa tedesca: 1

2020